# Livros didáticos durante a invasão russa da Ucrânia
As controvérsias de livros didáticos da história da Rússia referem-se ao conteúdo controverso dos livros didáticos apresentados em Moscou em 8 de agosto de 2023, nos quais os capítulos a partir da década de 1970 foram totalmente reescritos, e também um novo adicionado sobre a guerra na Ucrânia, que é comumente chamada de "operação militar especial", usado durante a invasão russa da Ucrânia.